# Büri
Pour les articles homonymes, voir Buri (homonymie).
Büri (mongol : ᠪᠦᠷᠢ, VPMC : Bueri, cyrillique : Бүри, MNS : Büri ; chinois : 不里 ; pinyin : bùlǐ), décédé en 1252, est un khan mongol, fils de Mutukan, petit-fils de Tsagataï, lui-même fils de Gengis Khan.

## Biographie
Selon Rashid-al-Din Hamadani, la mère de Büri était l'épouse de l'esclave de Chagatai Khan. Elle était très belle et Mutukan était attiré par elle alors qu'elle servait dans la yourte du Khan. Mutukan l'a mise enceinte et au lieu de l'épouser, il a pris son bébé, Büri. Il a été élevé par Chagatai après la mort de Mutukan lors du siège de Bamiyan. Il était caractérisé comme une personne têtue et courageuse, surtout lorsqu'il était ivre.
Il a participé à l'invasion mongole de la Rus' (1223 — 1240).
Guillaume de Rubrouck décrit avoir rencontré vers 1252~1254, à Bole, dans l'actuelle préfecture autonome mongole de Börtala, région autonome du Xinjiang, en Chine, de nombreux allemands (Teutonici), esclaves de Büri, lors de sa route vers Karakorum. Ces esclaves ont été capturés lors de la bataille de Legnica (1241).
Après la mort de Güyük en 1248, la khatun, Oghul Qaïmich, devient régente, Büri gouverne à ses côtés, pendant qu'elle tente de faire reconnaître un descendant d'Ögedeï comme khan suprême.
Batu, petit-fils de Gengis Khan et fondateur de la Horde d'or, et Möngke, autre petit-fils de Gengis Khan et futur khan suprême, qui s'opposent à Oghul Qaïmich et ses soutiens, le font assassiner par un général de la horde d'or en 1252.

## Famille
Les épouses et concubines de Büri ne sont pas connues. Le nom de ses enfants fait également débat. Par exemple, son fils aîné Qadaqai Setsen (mort lors de la deuxième étape de la conquête mongole de la Chine Song - 1251-1260) est parfois présenté comme le propre fils de Chagatai. Cette liste suit la version de Boyle.
- Abish (décédé en 1252);
- Azhiji (décédé vers 1306) - Commandant du Gansu et de Hexi sous Kublai et Temür Khan, prince de Weiyuan (威远王)
- Qadaqai Setsen, père de Taliqu et de Buqa Tesür;
- Ahmad (mort en 1270) - tué par l'émir Baraq[4].